# シュコダ48T
シュコダ48Tは、ドイツの都市・ブランデンブルク・アン・デア・ハーフェル（以下、「ブランデンブルク」と表記。）の路面電車であるブランデンブルク市電の車両。チェコのシュコダ・トランスポーテーションが展開する、バリアフリーに適した超低床電車のフォアシティ・プラスの1車種で、他都市との共同発注が実施された。

## 概要
2010年代以降、ブランデンブルク州に属するフランクフルト・アン・デア・オーダー、コトブス、ブランデンブルクの3都市の路面電車事業者は、導入費用の削減や整備の利便性を目的に新型路面電車車両の共同購入を検討するようになり、2018年に入札が実施された後、2021年にチェコのシュコダ・トランスポーテーションが製造権を獲得した。そのうちブランデンブルク市電向けには追加発注分を含めて8両が生産される事となり、この契約を基にシュコダが生産する車両が48Tである。
右側通行に適した片運転台式の3車体連接車で、前後の車体には回転軸を有する動力台車が、中間車体には回転軸を持たない付随台車が設置されている。そのため、動力台車が設置されている場所は床上高さが高くなっており、車内には段差が存在する。また、動力台車にはシュコダ・エレクトリック製の空冷式誘導電動機（出力100 kW）が2基設置され、シーメンス製の制御装置によって制御される。車体は耐腐食性に優れた耐候性鋼が用いられている。車内の座席配置はクロスシートを基本としている他、車内には折り畳み座席が6人分設置されている。
2024年12月に最初の車両がブランデンブルクに到着しており、試運転を経て2025年から営業運転を開始する事になっている。